# Filipówka (Dzierzgówek)
Filipówka – część wsi Dzierzgówek w Polsce położona w województwie łódzkim, w powiecie łowickim, w gminie Nieborów. 
W latach 1975–1998 Filipówka administracyjnie należała do województwa skierniewickiego.